# Phyllodactylus interandinus
Espèce
Statut de conservation UICN

 LC  : Préoccupation mineure
Phyllodactylus interandinus est une espèce de geckos de la famille des Phyllodactylidae.

## Répartition et habitat
Cette espèce est endémique du Pérou. Elle vit dans la forêt tropicale sèche.

## Publication originale
- Dixon & Huey, 1970 : Systematics of the lizards of the Gekkonid genus Phyllodactylus on mainland South America. Los Angeles County Museum Contributions in Science, no 192, p. 1-78.